# 고양용현초등학교
고양용현초등학교는 대한민국 경기도 고양시에 있는 공립 초등학교이다.

## 학교 연혁
- 1994년 11월 1일 고양용현초등학교 설립 인가
- 1995년 3월 1일 초대 김기수 교장 취임
- 1997년 3월 1일 고양용현초등학교 병설 유치원 개원
- 2005년 3월 1일 특수 학급 1학급 신설
- 2009년 9월 1일 제5대 김종석 교장 부임
- 2014년 2월 14일 제19회 졸업식(120명,총 졸업생 수 2943명)
- 2014년 3월 1일 제6대 정주철 교장 부임
- 2014년 3월 1일 23학급 편성(일반 22, 특수 1, 유치원3)

## 참고 자료
- 고양용현초등학교 - 한국교육학술정보원 학교알리미